# Daði Freyr
Daði Freyr Pétursson kortweg bekend als Daði Freyr ("Daði" wordt soms geschreven als "Dadi" in talen waarin de letter "ð" niet voorkomt) (Reykjavik, 30 juni 1992) is een IJslandse zanger.

## Carrière
Daði werd geboren in de IJslandse hoofdstad Reykjavik en verhuisde kort na zijn geboorte naar Denemarken. Op negenjarige leeftijd keerde hij terug naar zijn vaderland en groeide op in Ásahreppur. Al op jonge leeftijd legde hij zich toe op muziek en speelde drum, piano en basgitaar. In 2012 richtte hij de band RetRoBot op, waarmee hij Músíktilraunir, een nationale competitie voor aanstormend talent, won. De band werd twee jaar later opgedoekt. Daarna vertrok hij naar de Duitse hoofdstad Berlijn voor een muzikale opleiding. In 2017 richtte hij Gagnamagnið op, samen met zijn zus Sigrún Birna Pétursdóttir en zijn echtgenote Árný Fjóla Ásmundsdóttir. Hij nam deel aan Söngvakeppnin, de IJslandse preselectie voor het Eurovisiesongfestival. Hij eindigde als tweede. Drie jaar later waagde hij opnieuw zijn kans, ditmaal met succes. Hij zou samen met Gagnamagnið IJsland vertegenwoordigen op het Eurovisiesongfestival 2020 met het nummer Think about things. Het festival werd evenwel geannuleerd vanwege de COVID-19-pandemie.
Het nummer was volgens de wedkantoren een van de favorieten voor de winst. In meerdere alternatieve nationale competities (waaronder het Oostenrijkse "Der kleine Song Contest" van ORF en het Zweedse "Sveriges 12:a" van SVT) werd het lied op zaterdag 16 mei 2020 alsnog als winnaar uitgeroepen. Het lied behaalde ook bij Eurostream 2020 - een online initiatief van verschillende eurovisiewebsites in Europa - de eerste plaats.
In oktober 2020 werd duidelijk dat de IJslandse openbare omroep Ríkisútvarpið Daði & Gagnamagnið intern had geselecteerd voor deelname aan het Eurovisiesongfestival 2021 met het lied Ten Years. Twee dagen voor de tweede halve finale, waarin IJsland zou aantreden, werd een van de bandleden positief getest op SARS-CoV-2. Live optreden was daardoor niet mogelijk. Als alternatief werd de opname van de tweede repetitie in de zaal vertoond. Dat bleek meer dan genoeg voor een finaleplaats en een vierde plaats in de finale. 
Gagnamagnið dat naast hem twee achtergrondzangeressen en drie dansers telt, bestaat overigens buiten de context van het Eurovisie Songfestival niet. Tijdens tournees wordt Daði begeleid door twee of drie andere muzikanten. Zelf speelt hij dan synthesizer of basgitaar en bedient hij samplers en sequencers.

## Discografie

### Singles
| Single met eventuele hitnotering(en) in de Nederlandse Top 40 | Datum van verschijnen | Datum van binnenkomst | Hoogste positie | Aantal weken | Opmerkingen                          |
| ------------------------------------------------------------- | --------------------- | --------------------- | --------------- | ------------ | ------------------------------------ |
| Think about things                                            | 2020                  | 23-05-2020            | tip16*          |              | Inzending Eurovisiesongfestival 2020 |

## Trivia
- Daði is met een lengte van 2,08 meter een opvallend grote verschijning.[4]

1986: ICY · 
1987: Halla Margrét · 
1988: Beathoven · 
1989: Daníel Ágúst · 
1990: Stjórnin · 
1991: Stefán & Eyfi · 
1992: Heart 2 Heart · 
1993: Inga · 
1994: Sigga · 
1995: Bo Halldórsson · 
1996: Anna Mjöll · 
1997: Paul Oscar · 
1999: Selma · 
2000: August & Telma · 
2001: Two Tricky · 
2003: Birgitta · 
2004: Jónsi · 
2005: Selma · 
2006: Silvia Night · 
2007: Eiríkur Hauksson · 
2008: Euroband · 
2009: Yohanna · 
2010: Hera Björk · 
2011: Sigurjón's Friends · 
2012: Gréta Salóme & Jónsi · 
2013: Eyþór Ingi Gunnlaugsson · 
2014: Pollapönk · 
2015: María Ólafsdóttir · 
2016: Gréta Salóme · 
2017: Svala · 
2018: Ari Ólafsson · 
2019: Hatari · 
2021: Daði & Gagnamagnið · 
2022: Systur · 
2023: Diljá · 
2024: Hera Björk · 
2025: Væb
- Bibliothèque nationale de France: cb179988580 (data)
- Gemeinsame Normdatei: 1312076127
- International Standard Name Identifier: 0000 0004 8379 2110
- MusicBrainz: 4bea512e-c8d9-4a5f-94bc-c01f85505e9b
- Virtual International Authority File: 186152138583110980752